# Carlo Teodoro del Belgio
Carlo Teodoro del Belgio, conte delle Fiandre (in francese Charles Théodore Henri Antoine Meinrad de Saxe-Cobourg-Gotha); Bruxelles, 10 ottobre 1903 – Ostenda, 1º giugno 1983), assunse la reggenza al posto del fratello Leopoldo III del Belgio, dal 20 settembre 1944 al 21 luglio 1950.

## Biografia

### Infanzia

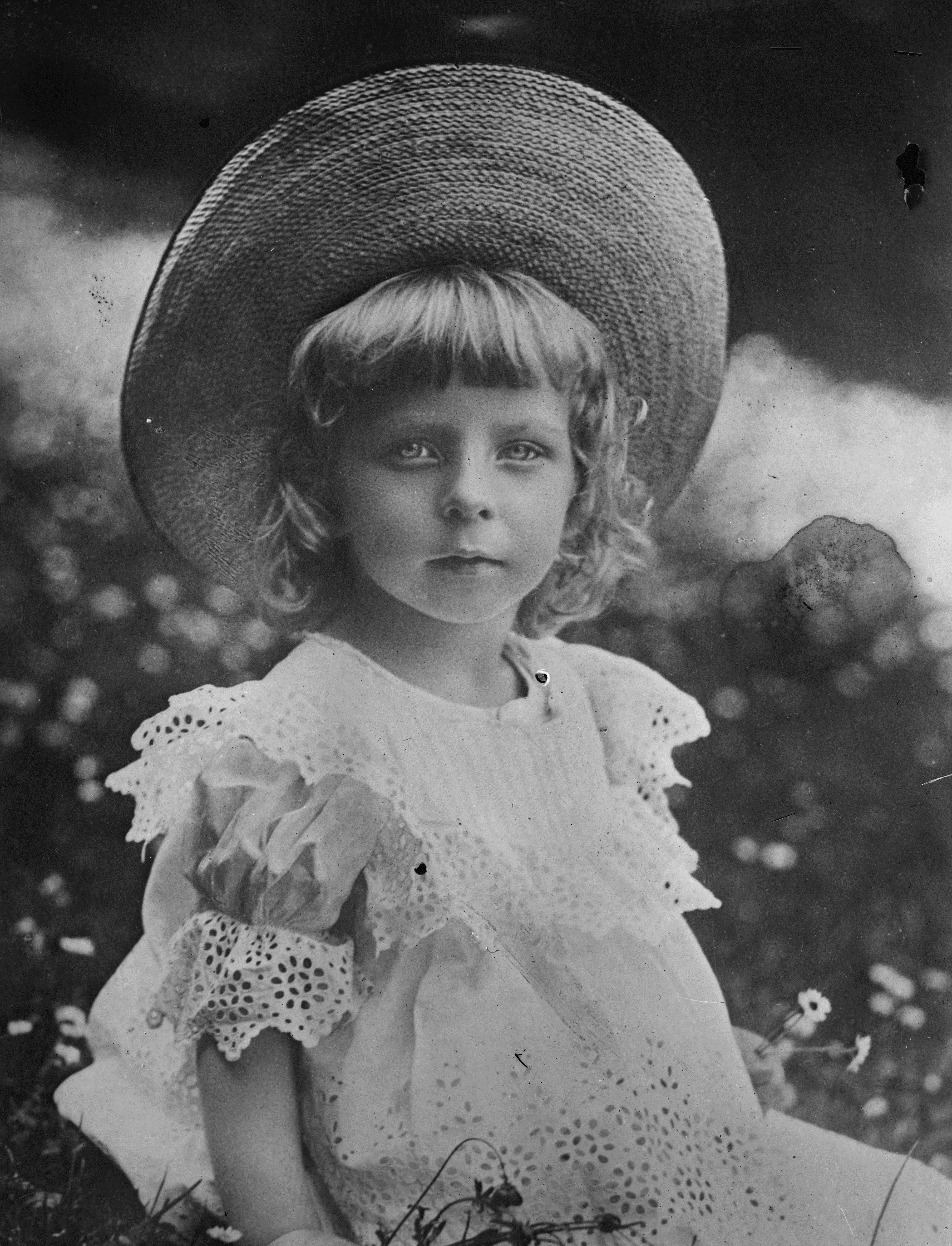
Il principe Carlo del Belgio nella sua infanzia

Carlo Teodoro era figlio secondogenito del futuro re Alberto I dei Belgi e della regina Elisabetta Wittelsbach, nata duchessa in Baviera.
I suoi nonni paterni erano il conte Filippo di Fiandra e la principessa Maria di Hohenzollern-Sigmaringen; quelli materni il duca in Baviera Carlo Teodoro e la sua seconda moglie Maria José di Braganza, nata infanta di Portogallo.
Trascorse la sua infanzia con il fratello maggiore Leopoldo, futuro re dei belgi con il nome di Leopoldo III, e la sorella minore Maria José, futura regina d'Italia. Il suo ambiente familiare fu amorevole e stimolante. Il padre, da amante della cultura quale era, trasmise ai figli la sua passione per il sapere e i tre fratelli ricevettero così un'educazione non convenzionale, fatta di frequenti viaggi all'estero e di numerose e varie letture sia classiche che contemporanee. Erano sempre circondati da musicisti, scrittori e scienziati, per la maggior parte amici intimi della famiglia reale.
Nel 1910, anno successivo all'incoronazione dei genitori, fu concesso a Carlo il titolo di Conte di Fiandra. 
Nel 1917 le potenze della Triplice intesa gli offrirono il trono della Grecia, dopo la partenza del re Costantino I, giudicato troppo "germanofilo", ma re Alberto rifiutò l'offerta fatta al figlio.

### Prima guerra mondiale
Quando nell'agosto del 1914 i tedeschi invasero il Belgio, Carlo Teodoro e i fratelli furono trasferiti in Inghilterra presso l'amico di famiglia lord Curzon, dove vennero ospitati per quasi tutta la durata della guerra.
Il principe in seguito conseguì la sua formazione militare presso la Royal Navy, fino al 1926, quando fece rientro in Belgio.

### Seconda guerra mondiale

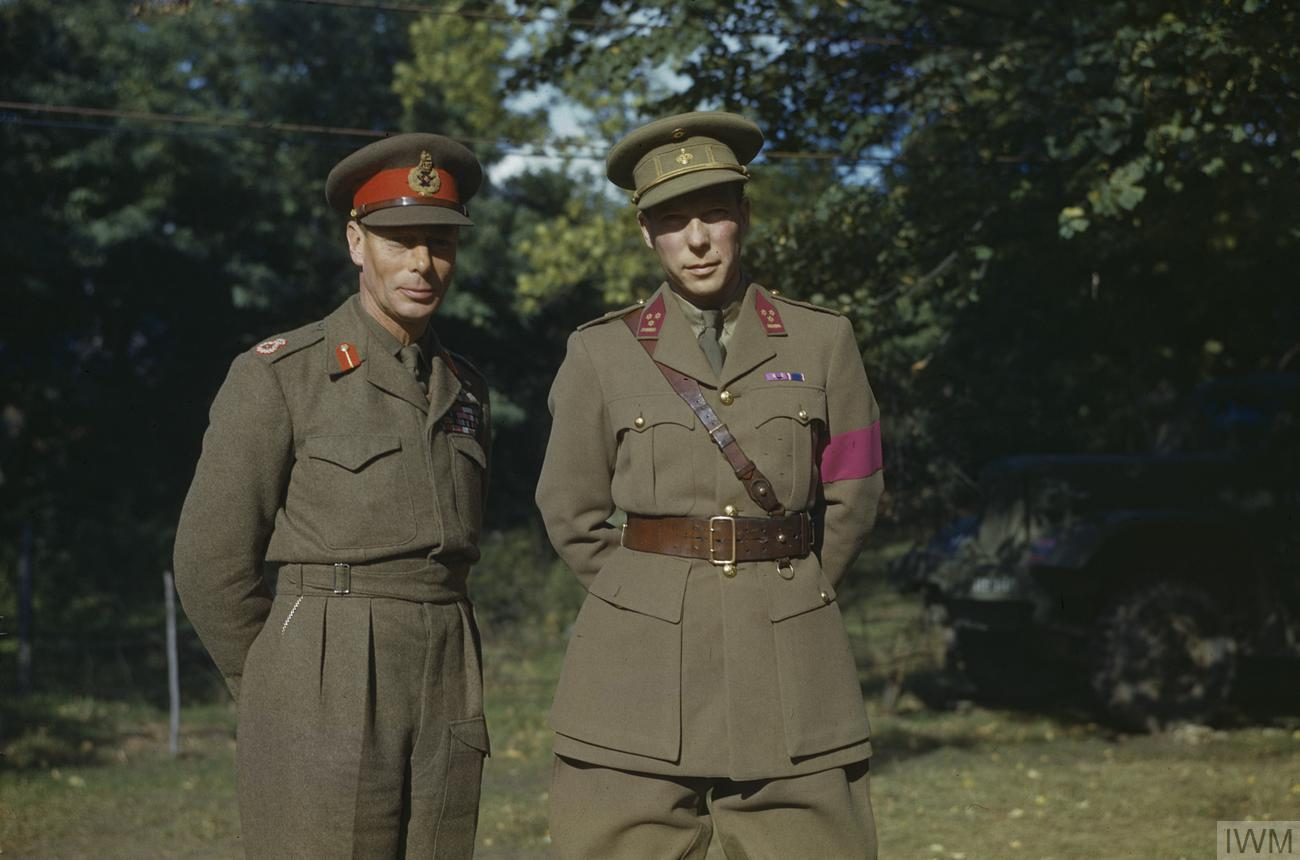
Giorgio VI del Regno Unito e Carlo Teodoro nell'ottobre del 1944

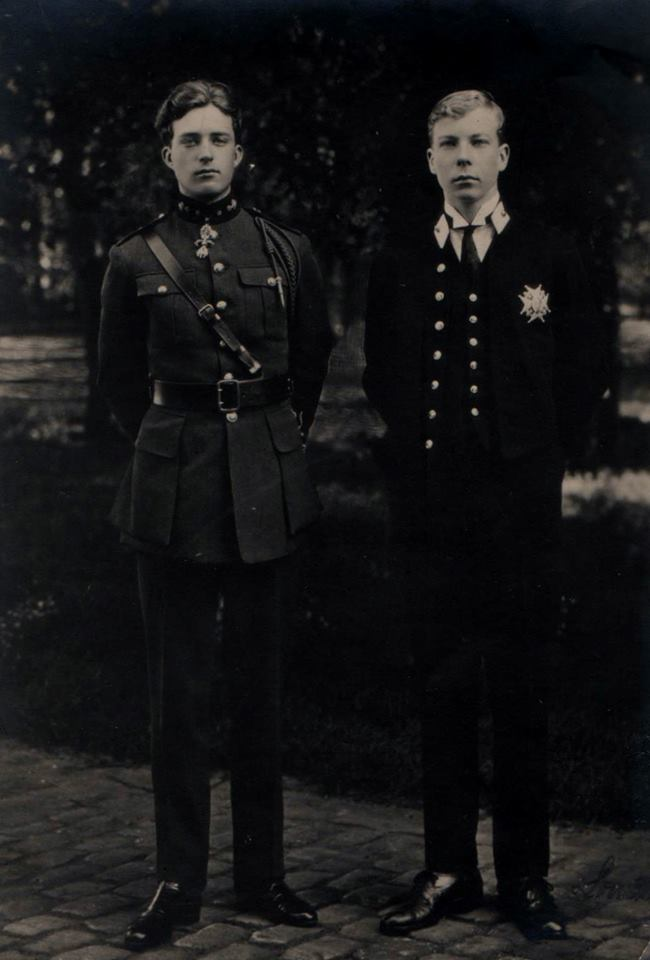
Carlo col fratello Leopoldo III del Belgio

Nel 1940, allo scoppio della seconda guerra mondiale, Carlo Teodoro partecipò alla "Campagna dei diciotto giorni". Dopo la resa del Belgio, rimase per tutta la durata del conflitto a Bruxelles.
Quando il 6 giugno 1944 il fratello e la sua famiglia vennero deportati, Carlo si nascose in una piccola fattoria nei pressi di Sart-lez-Spa fino al settembre successivo, quando il Belgio venne liberato. 
Il re Leopoldo III venne tenuto prigioniero, prima in Germania e poi in Austria, fino al 1945; Carlo nel frattempo venne nominato reggente del paese dalle Camere riunite il 20 settembre 1944.

### Reggenza
Gli anni della reggenza furono caratterizzati dalla ricostruzione del sistema economico, politico e sociale distrutti a seguito dell'occupazione tedesca. L'economia del Belgio si riprese grazie agli aiuti forniti con il Piano Marshall.
In questo periodo vennero prese importanti decisioni, che influenzarono direttamente i decenni successivi. Nel 1944 fu istituito il Benelux e, negli anni successivi, il Belgio divenne membro fondatore dell'ONU nel 1945, della NATO nel 1949 e del Consiglio d'Europa sempre nel 1949.
Nel 1948, in occasione delle elezioni parlamentari, fu concesso per la prima volta il voto alle donne.
Carlo, che aveva esercitato le prerogative reali fino al ritorno del fratello dall'esilio in Svizzera il 20 luglio 1950, dopo quella data si ritirò a vita privata nel possedimento reale di Raversijde, vicino ad Ostenda, dove si dedicò alla pittura con il nome di "Carlo di Fiandra" (Karel van Vlaanderen).

### Vita privata
Nel 1961 rinunciò definitivamente al vitalizio che in precedenza gli era stato accordato dal Parlamento.
Il 14 settembre 1977 sposò, solo con rito religioso, Jacqueline Peyrebrune.

### Ultimi anni e morte
Gli ultimi anni della sua vita furono segnati dalla causa processuale che l'oppose al suo vecchio "Consiglio finanziario", che, secondo lui, l'aveva ingannato e rovinato finanziariamente.
Nel 1980 riuscì a riscattare la villa di Raversijde, che venne trasformata dalla moglie, dopo la sua morte, nel "Mémorial Prince Charles".
Carlo Teodoro morì il 1º giugno 1983 presso l'ospedale di Ostenda. Una settimana dopo si svolsero i funerali di Stato a Bruxelles, segnati dall'assenza del fratello Leopoldo, che morirà tre mesi dopo, e della consorte, la principessa Lilian di Réthy.
Il principe Carlo è inumato, come i suoi antenati, nella Cripta reale della chiesa di Nostra Signora di Laeken.

### Onorificenze straniere

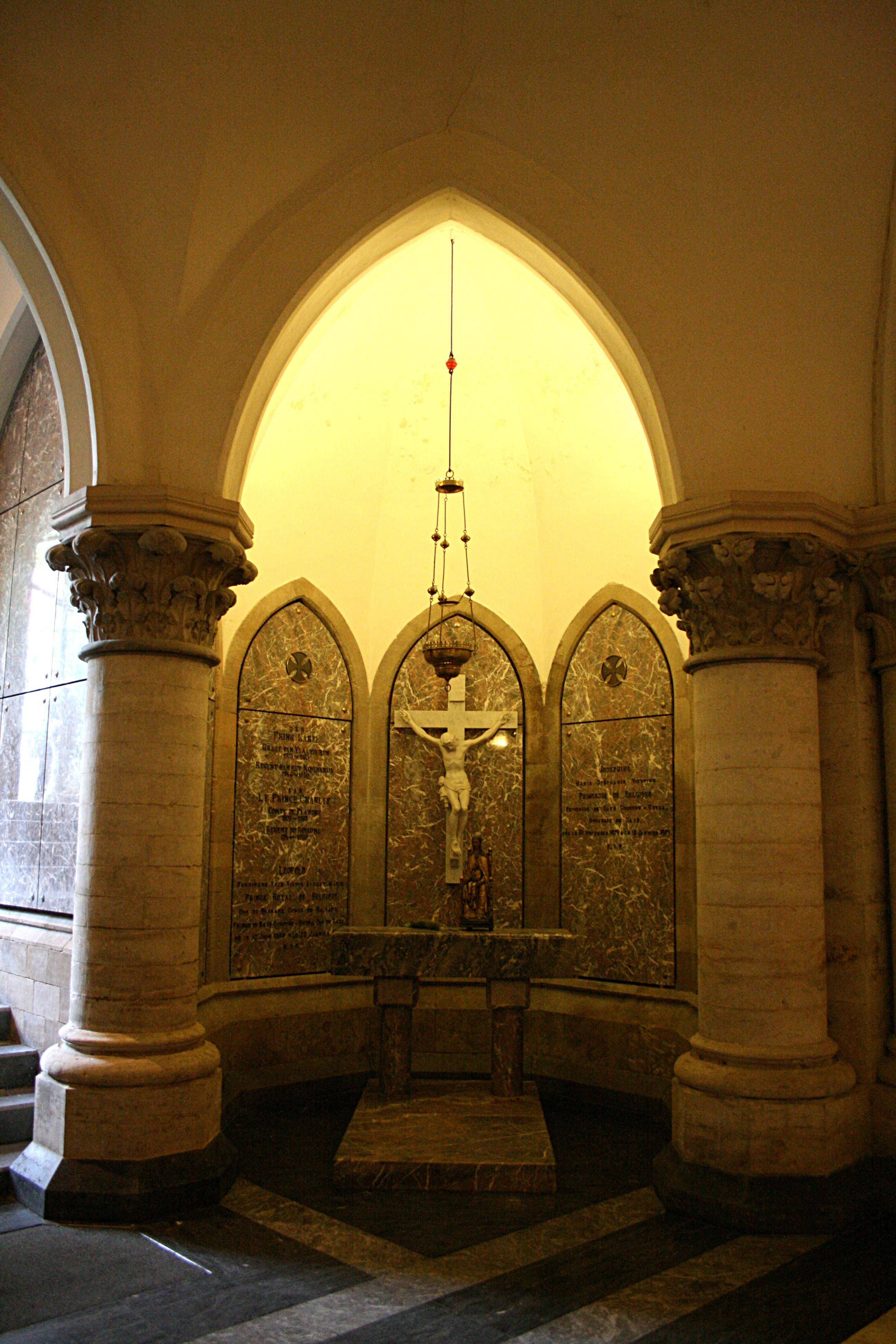
La tomba del principe Carlo nella cripta reale della chiesa di Nostra Signora di Laeken

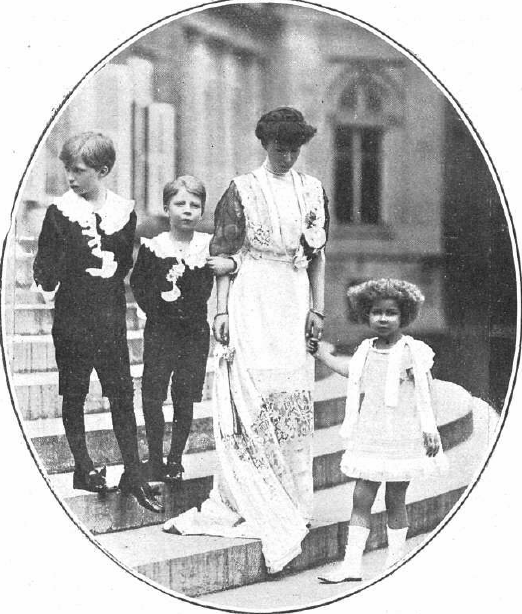
Elisabetta del Belgio con i figli Leopoldo, Carlo Teodoro e Maria José

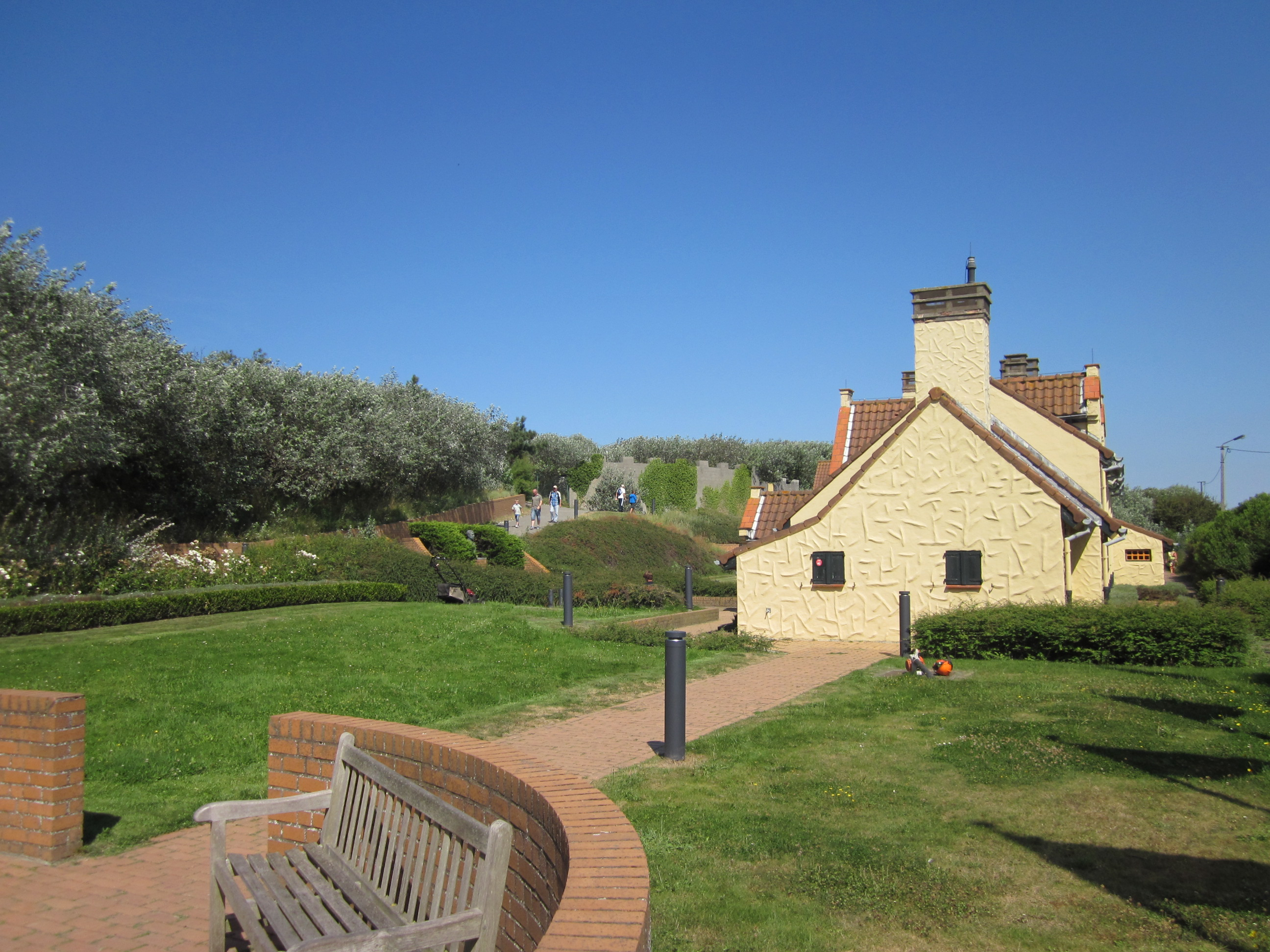
Il "Mémorial Prince Charles", la villa in cui visse Carlo Teodoro una volta allontanatosi dagli impegni ufficiali

## Ascendenza
|                                            |                                  |                                           | Genitori                                    |  |  | Nonni |  |  | Bisnonni              |  |  | Trisnonni                                       |  |
|                                            |                                  |                                           |                                             |  |  |       |  |  | Leopoldo I del Belgio |  |  | Francesco Federico di Sassonia-Coburgo-Saalfeld |  |
|                                            |                                  |                                           |                                             |  |  |       |  |  | Leopoldo I del Belgio |  |  | Francesco Federico di Sassonia-Coburgo-Saalfeld |  |
|                                            |                                  | Augusta di Reuss-Ebersdorf                |                                             |  |  |       |  |  | Leopoldo I del Belgio |  |  |                                                 |  |
| Filippo del Belgio                         |                                  |                                           |                                             |  |  |       |  |  | Leopoldo I del Belgio |  |  |                                                 |  |
|                                            |                                  | Luisa d'Orléans                           | Luigi Filippo di Francia                    |  |  |       |  |  |                       |  |  |                                                 |  |
|                                            |                                  | Luisa d'Orléans                           | Luigi Filippo di Francia                    |  |  |       |  |  |                       |  |  |                                                 |  |
|                                            |                                  | Luisa d'Orléans                           | Maria Amalia di Borbone-Due Sicilie         |  |  |       |  |  |                       |  |  |                                                 |  |
| Alberto I del Belgio                       |                                  | Luisa d'Orléans                           |                                             |  |  |       |  |  |                       |  |  |                                                 |  |
|                                            |                                  | Carlo Antonio di Hohenzollern-Sigmaringen | Carlo di Hohenzollern-Sigmaringen           |  |  |       |  |  |                       |  |  |                                                 |  |
|                                            |                                  | Carlo Antonio di Hohenzollern-Sigmaringen | Carlo di Hohenzollern-Sigmaringen           |  |  |       |  |  |                       |  |  |                                                 |  |
|                                            |                                  | Carlo Antonio di Hohenzollern-Sigmaringen | Maria Antonietta Murat                      |  |  |       |  |  |                       |  |  |                                                 |  |
| Maria di Hohenzollern-Sigmaringen          |                                  | Carlo Antonio di Hohenzollern-Sigmaringen |                                             |  |  |       |  |  |                       |  |  |                                                 |  |
|                                            |                                  | Giuseppina di Baden                       | Carlo II di Baden                           |  |  |       |  |  |                       |  |  |                                                 |  |
|                                            |                                  | Giuseppina di Baden                       | Carlo II di Baden                           |  |  |       |  |  |                       |  |  |                                                 |  |
|                                            |                                  | Giuseppina di Baden                       | Stefania di Beauharnais                     |  |  |       |  |  |                       |  |  |                                                 |  |
| Carlo Teodoro del Belgio, conte di Fiandra |                                  | Giuseppina di Baden                       |                                             |  |  |       |  |  |                       |  |  |                                                 |  |
|                                            | Massimiliano Giuseppe di Baviera | Pio Augusto in Baviera                    |                                             |  |  |       |  |  |                       |  |  |                                                 |  |
|                                            | Massimiliano Giuseppe di Baviera | Pio Augusto in Baviera                    |                                             |  |  |       |  |  |                       |  |  |                                                 |  |
|                                            | Massimiliano Giuseppe di Baviera | Amalia Luisa di Arenberg                  |                                             |  |  |       |  |  |                       |  |  |                                                 |  |
| Carlo Teodoro in Baviera                   | Massimiliano Giuseppe di Baviera |                                           |                                             |  |  |       |  |  |                       |  |  |                                                 |  |
|                                            |                                  | Ludovica di Baviera                       | Massimiliano I Giuseppe di Baviera          |  |  |       |  |  |                       |  |  |                                                 |  |
|                                            |                                  | Ludovica di Baviera                       | Massimiliano I Giuseppe di Baviera          |  |  |       |  |  |                       |  |  |                                                 |  |
|                                            |                                  | Ludovica di Baviera                       | Carolina di Baden                           |  |  |       |  |  |                       |  |  |                                                 |  |
| Elisabetta di Baviera                      |                                  | Ludovica di Baviera                       |                                             |  |  |       |  |  |                       |  |  |                                                 |  |
|                                            |                                  | Michele del Portogallo                    | Giovanni VI del Portogallo                  |  |  |       |  |  |                       |  |  |                                                 |  |
|                                            |                                  | Michele del Portogallo                    | Giovanni VI del Portogallo                  |  |  |       |  |  |                       |  |  |                                                 |  |
|                                            |                                  | Michele del Portogallo                    | Carlotta Gioacchina di Borbone-Spagna       |  |  |       |  |  |                       |  |  |                                                 |  |
| Maria José di Braganza                     |                                  | Michele del Portogallo                    |                                             |  |  |       |  |  |                       |  |  |                                                 |  |
|                                            |                                  | Adelaide di Löwenstein-Wertheim-Rosenberg | Costantino di Löwenstein-Wertheim-Rosenberg |  |  |       |  |  |                       |  |  |                                                 |  |
|                                            |                                  | Adelaide di Löwenstein-Wertheim-Rosenberg | Costantino di Löwenstein-Wertheim-Rosenberg |  |  |       |  |  |                       |  |  |                                                 |  |
|                                            |                                  | Adelaide di Löwenstein-Wertheim-Rosenberg | Agnese di Hohenlohe-Langenburg              |  |  |       |  |  |                       |  |  |                                                 |  |
|                                            |                                  | Adelaide di Löwenstein-Wertheim-Rosenberg |                                             |  |  |       |  |  |                       |  |  |                                                 |  |